# 2011 год в истории метрополитена
В этой статье перечисляются основные  события из истории метрополитенов в 2011 году. Полужирным шрифтом выделены открытия новых транспортных систем.

## События

### Первое полугодие
- 2 января — введена в эксплуатацию линия F легкорельсового метрополитена Порту.
- 14 января — введена в эксплуатацию Фиолетовая линия метрополитена Дели на участке «Сарита Вихар» — «Бадрпур».
- 3 февраля — введён в эксплуатацию участок Линии 5 метрополитена Сантьяго от станции «Пудахуэль» до станции «Дворец Майпу»;
- 5 февраля — закрыта на ремонт станция «Парк культуры» Кольцевой линии Московского метрополитена.
- 7 февраля — начальником Московского метрополитена назначен Иван Сергеевич Беседин.
- 9 февраля — состоялось повторное открытие станции «Золотая нива» Новосибирского метрополитена.
- 6 марта — пущен в эксплуатацию участок «Порта Нуова» — «Линготто» Туринского метрополитена
- 25 марта — началось строительство второй очереди Алматинского метро[1].
- 24 апреля — открыт Мешхедский метрополитен (Иран).
- 3 июня — станция «Республиканский стадион» Куренёвско-Красноармейской линии Киевского метрополитена переименована в «Олимпийскую»[2].
- 6 июня — открыта станция «Кулосаари» Хельсинкского метрополитена после реконструкции.
- 29 июня — введена в эксплуатацию 23-я станция Бакинского метрополитена «Дарнагюль»[3].

### Второе полугодие
- 1 июля:
  - открылась первая линия внутригородской электрички Минска.
  - открыты две новых станции Бухарестского метро[4].
- 9 сентября — открыты линии метро Дубая и Пусана, станция метро Турина.
- 16 сентября — открыт Сианьский метрополитен (Китай).
- 21 сентября — начало строительства метротрама Тель-Авива.
- 4 октября — открыта станция «Parque Patricios» метрополитена Буэнос-Айреса.
- 8 октября — открыта 301-я станция «Pointe du Lac» Парижского метрополитена (Линия 8)[5].
- 20 октября — открылся Бангалорский метрополитен (Индия).
- 1 ноября — начата эксплуатация (после торжественного открытия 31 октября) Алжирского метрополитена (Алжир).
- 28 ноября — открыта 8-я станция «Ботаническая» Екатеринбургского метрополитена[6].
- 1 декабря: 
  - открыта вторая очередь Волгоградского метротрама со станциями «Профсоюзная», «ТЮЗ» и «Ельшанка»[7].
  - открыта первая очередь Алматинского метрополитена[8] с 7-ю станциями: «Райымбек батыра», «Жибек Жолы», «Алмалы», «Абая», «Байконур», «Театр имени Ауэзова», «Алатау».
- 2 декабря — открыты 183, 184 и 185 станции Московского метрополитена — «Борисово», «Шипиловская» и «Зябликово»[9]. Всего открыто 3 новых станции Московского метрополитена за год.
- 11 декабря — открыт участок Maxfeld — Friedrich-Ebert-Platz линии U3 Нюрнбергского метрополитена.
- 27 декабря — открылась станция «Выставочный центр» Куренёвско-Красноармейской линии, 50-я станция Киевского метрополитена[10].
- 28 декабря — открыта станция «Адмиралтейская» 5 линии, 65-я станция Петербургского метрополитена[11].

## Происшествия
| Дата       | Метро                   | Погибли | Пострадали | Описание |
| ---------- | ----------------------- | ------- | ---------- | --- |
| 11 апреля  | Минский метрополитен    | 15      | 203        | теракт в Минском метрополитене на станции Октябрьская. |
| 26 октября | Московский метрополитен | 0       | 0          | В 10:29 утра в тоннеле между станциями «Орехово» и «Царицыно» произошёл пожар. В 11:27 возгорание ликвидировано, пострадавших нет. Между станциями «Каширская» и «Красногвардейская» на это время было приостановлено движение. |